# Sideros
Sideros (gr. Σίδερος), auch als Strongylo (Στρογγύλο) bekannt, ist eine unbewohnte Felseninsel 345 Meter vor der Nordostspitze von Kreta. Sie gehört zur Gemeinde Sitia und damit zur Präfektur Lasithi.
Die Insel liegt unmittelbar nördlich der Halbinsel Kyriamadi. Das die Nordostspitze bildende Kap wird auch Kap Sideros (Ακρωτήριο Σίδερος) genannt.
In der Antike war der Name des Kaps Samonion (Σαμώνιον, lat. Sam(m)onium) oder auch Salmonion (Σαλμώνιον).
Unter dem Namen Salmone (Σαλμώνη) wird es in Zusammenhang mit der Seereise des Paulus nach Rom in Apostelgeschichte 27 erwähnt:

„Viele Tage lang kamen wir nur langsam vorwärts und mit Mühe erreichten wir die Höhe von Knídos, da uns der Wind nicht herankommen ließ, umsegelten wir Kreta bei Salmóne, fuhren unter großer Mühe an Kreta entlang und erreichten einen Ort namens Kaloí Liménes, in dessen Nähe die Stadt Lasaía liegt.“